# Limnomysis benedeni
Espèce
Synonymes
- Limnomysis brandti Czerniavsky, 1882[1]
- Limnomysis schmankewiczi Czerniavsky, 1882[1]
- Mysidella bulgarica Valkanov, 1936[1]

Limnomysis benedeni est une espèce de crustacés de la famille des Mysidae. 